# Orientattus bowu
Espèce
Orientattus bowu est une espèce d'araignées aranéomorphes de la famille des Salticidae.

## Distribution
Cette espèce est endémique de Chine. Elle se rencontre au Guangdong et à Hainan.

## Description
Le mâle holotype mesure 5,96 mm et la femelle paratype 6,54 mm.

## Systématique et taxinomie
Cette espèce a été décrite par Lin, Wang et Ruan en 2024.

## Publication originale
- Lin, Wang & Ruan, 2024 : « A new species of Orientattus Caleb, 2020 from southern China. » Natural History (BoWu), vol. 2024, no 7, p. 26-31.